# Pachycondyla bucki
Pachycondyla bucki är en myrart som först beskrevs av Borgmeier 1927.  Pachycondyla bucki ingår i släktet Pachycondyla och familjen myror. Inga underarter finns listade i Catalogue of Life.